# Satin-Legung

Satin-Legungen (schematische Darstellungen)
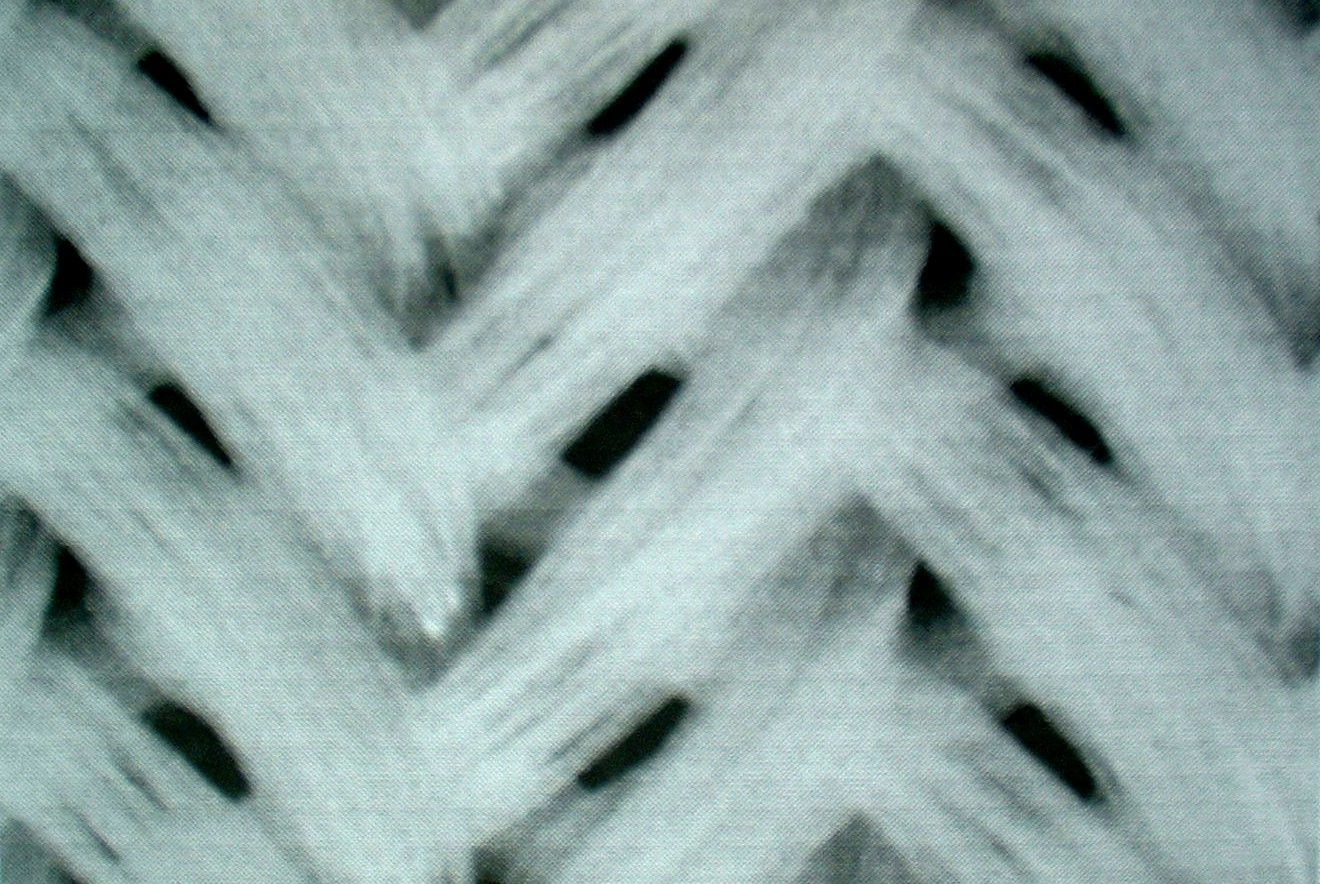
Geschlossene Legung
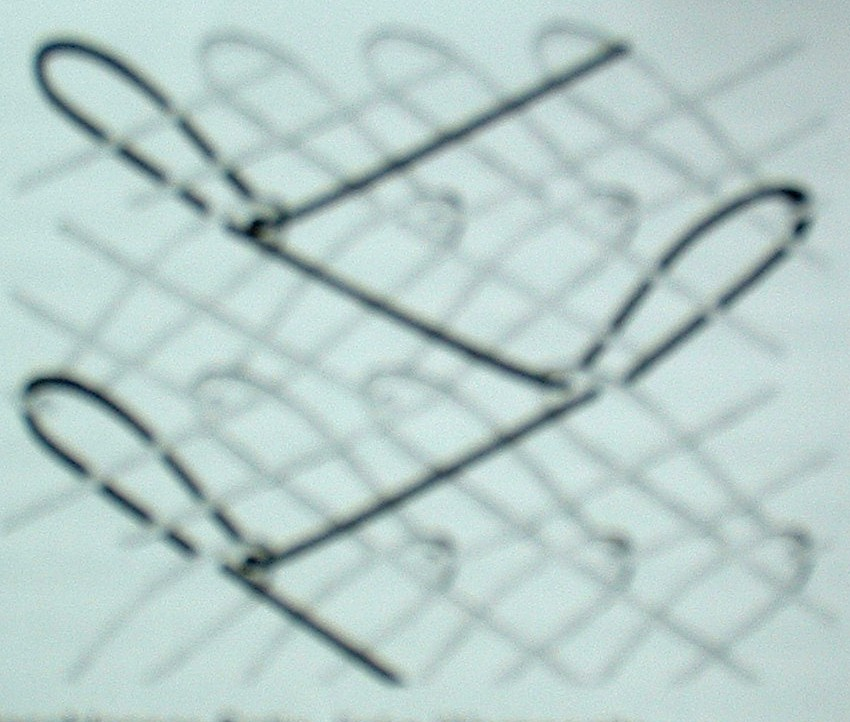
Offene Legung
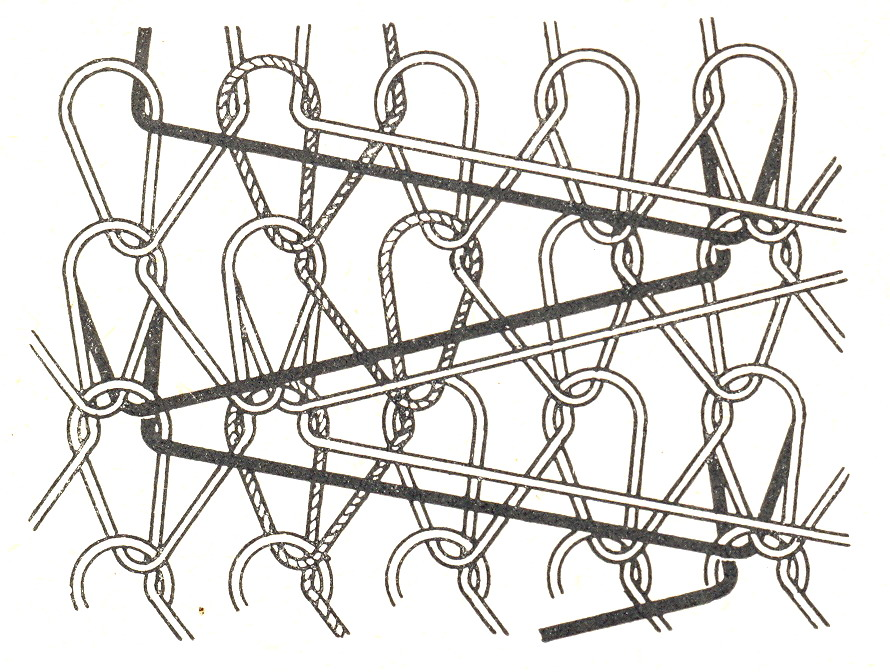
4-Nadel-Satin

Die Satin-Legung ist eine Legung der Kettenwirkerei.
Die Kettfäden werden bei den Maschenbildungsvorgängen jeweils abwechselnd um eine Nadel und daraufhin um die Nadel drei Nadelteilungen weiter gelegt.  Die längere Unterlegung führt zu einem verlängerten Maschenfußbogen, der hinter den Maschen zweier Maschenstäbchen liegt. Das führt zu einer verringerten Dehnbarkeit in der Breitenrichtung und einer höheren Flächenmasse. Es gibt offene und geschlossene Satinlegung.
Eine Warenseite zeigt die rechte, die andere linke Maschen. Dabei sind die linken Maschen durch die Fäden teilweise überdeckt. Wegen des hohen Materialverbrauchs gegenüber der Trikot-Legung einbarrig ist die Satinlegung nur von geringer Bedeutung.